# Baron Hamilton of Glenawly
Baron Hamilton, of Glenawly in the County of Fermanagh, war ein erblicher britischer Adelstitel in der Peerage of Ireland.  Zur Unterscheidung von anderen gleichnamigen Baronien Hamilton, wird diese auch Baron Hamilton of Glenawly genannt.
Stammsitz der Barone war Monea Castle im County Fermanagh.

## Verleihung
Der Titel wurde am 2. März 1661 von König Karl II. dem schottisch-irischen Adligen Hugh Hamilton verliehen. Dieser diente als Oberst im schwedischen Heer und ihm war für seine Verdienste bereits 1654 von König Karl X. Gustav der schwedische Titel Baron Hamilton de Deserf („Friherre Hamilton af Deserf“) verliehen worden.
Beide Titel erloschen, als sein einziger Sohn William Hamilton, 2. Baron Hamilton of Glenawly im Februar 1681 kinderlos bei einem Unfall starb.

## Barone Hamilton of Glenawly (1661)
- Hugh Hamilton, 1. Baron Hamilton of Glenawly († 1679)
- William Hamilton, 2. Baron Hamilton of Glenawly († 1681)